# Muslim-Markt
Muslim-Markt.de ist eine islamistische Website aus Deutschland, die seit 1999 betrieben wird und vom Verfassungsschutz beobachtet wurde und vom Niedersächsischen Verfassungsschutz beobachtet wird.

## Betreiber
Verantwortliche Betreiber von Muslim-Markt sind die zur Schia konvertierten Brüder  Yavuz und Gürhan Özoğuz. Beide sind deutsche Staatsbürger, promovierte Ingenieure und als Kinder säkular orientierter türkischer Eltern aufgewachsen. Ihre Schwester ist die SPD-Bundestagsabgeordnete Aydan Özoğuz, die sich von ihren Brüdern distanziert.

## Aufbau und Inhalt
Die Website sieht sich selbst als „Startpunkt zum Islam für deutschsprachige Gläubige“, mit Schwerpunkt auf dem Schiitentum. Es werden Informationen über den Islam bereitgestellt, unter anderem auch Links und Adressen der muslimischen Infrastruktur im deutschsprachigen Raum.
Zu Muslim-Markt gehört ein Internetforum, das Yavuz Özoguz’ Frau Fatima und ihr gemeinsamer Sohn Huseyin moderieren. Die Betreiber des Muslim-Markts beteiligen sich an den Diskussionen und vertreten dabei einen Standpunkt, der weitgehend mit der offiziellen Linie der iranischen Regierung übereinstimmt. So verteidigten sie die Konferenz von Holocaustleugnern im Iran 2006, die Präsident Mahmud Ahmadineschad initiiert hatte.

### Antisemitismus und Boykottaktionen
Auf Israel bezogene Aussagen auf der Website werden in der Wissenschaft häufig der islamistischen Spielart des Antisemitismus zugeordnet. So hat der Islamwissenschaftler Michael Kiefer im Handbuch des Antisemitismus aufgezeigt, dass häufige Formulierungen im Muslim-Markt wie „Pseudostaat“ oder „zionistisches Gebilde“ den Staat Israel als „Figur des Dritten“ nach Klaus Holz konstruieren, also als unklares Feindbild, „das die Geschlossenheit der binären Struktur [von kontrastiv angelegten „Wir-Gruppen“] durchbricht“: Dadurch würden Juden nicht als Nation oder Religionsgemeinschaft anerkannt, „sondern als Inhaber einer unfassbaren, destruktiven, unendlich einflussreichen, international verzweigten Macht“, was Kiefer als Ausdruck des islamistischen Antisemitismus generell sieht. Der Historiker Günther Jikeli hat sich mit der offensiven Ablehnung des Begriffs Antisemitismus durch den Muslim-Markt auseinandergesetzt. Zwar weise die Website den Begriff des Antisemitismus – wie jede Form von Rassismus – von sich, zugleich aber bediene man sich üblicher Verschleierungsargumente, wie etwa dem, dass Araber als Semiten keine Antisemiten sein könnten, dass (der eigene eingeräumte) Antizionismus nicht mit Antisemitismus gleichzusetzen sei und dass es auch jüdische Israelis gebe, die die eigenen Positionen teilten. Dieses Argumentationsmuster entspreche, so Jikeli, demjenigen rechtsextremer Parteien wie der NPD und werde als „Alibi“ benutzt, um die eigenen antisemitischen Positionen zu rechtfertigen – etwa, indem Israel nur in Anführungszeichen geschrieben und damit delegitimiert werde. Die Islamismus-Expertin Claudia Dantschke analysiert, dass sich der Muslim-Markt nicht offen gegen Juden richte, sondern den Kampf gegen die westlich-liberale demokratische Gesellschaftsform mit der „Speerspitze“ Israel als Chiffre für den eigenen Antisemitismus benutze. Gemäß dieser Argumentation werde auch der Holocaust relativiert, indem er zum Kampf der Moderne gegen die Religion umgedeutet und mit anderen Verbrechen gleichgesetzt werde.
Im Webangebot des Muslim-Markts wird zu Aktionen wie einem Boykott israelischer Produkte aufgerufen. Dazu wurde eine „schwarze Liste“ zu boykottierender Produkte veröffentlicht. Die Betreiber geben an, dass sich dieser Aufruf nicht gegen das Judentum im Allgemeinen richte. Auch US-Produkte wie Coca-Cola sowie deutsche Produkte und Zeitungen wie die tageszeitung befinden sich auf der Boykottliste. Der Publizist Georg M. Hafner sieht darin eine Ähnlichkeit zu Boykottaktionen des NS-Regimes.

## Beobachtung durch den Verfassungsschutz
Die Website und ihre Betreiber wurden im Jahr 2004 vom Bundesamt für Verfassungsschutz beobachtet.
Im Verfassungsschutzbericht für das Jahr 2004 wird den Betreibern vorgeworfen, „seit längerer Zeit“ antizionistische und antiisraelische Propaganda direkt oder indirekt zu verbreiten. In einem Interview hätten die Brüder Özoguz zudem durch die Aussagen, eine wirkliche Verfassung habe „nur der Gottesstaat allein“ und Ajatollah Seyyed Chāmene'ī weise sie an, eine „enge Bindung“ zum iranischen Regierungssystem offenbart.

## Juristische Auseinandersetzungen

### Prozess wegen Volksverhetzung
Yavuz Özoguz wurde Anfang 2004 vom Amtsgericht Delmenhorst wegen Volksverhetzung zu einer Freiheitsstrafe von drei Monaten auf Bewährung verurteilt, da auf der Website Bilddokumente aus der NS-Zeit mit aktuellen Aufnahmen aus dem Westjordanland unkommentiert kombiniert wurden, sowie eine Rede des Imams Chamenei veröffentlicht war, in der dieser den Holocaust als ein „Märchen“ bezeichnete. Das wertete das Gericht als „feindselige Agitation“ gegen das Judentum. Die genannten Äußerungen, so urteilten die Richter, stellten eine Leugnung der Existenz der Gaskammern dar und es müsse „befürchtet werden, dass gewaltbereite Antisemiten das Gedankengut als eine Art ,geistigen Brandbeschleuniger' aufgreifen“. Das Urteil wurde allerdings nicht rechtskräftig, nachdem sich in der Berufung Staatsanwaltschaft und Özoguz auf Vorschlag des Richters gegen Zahlung von 1000 Euro an eine wohltätige Organisation, auf eine Einstellung mit Auflagen nach §153a StPO einigten.

### Ermittlung wegen Mordaufrufs
Das Fernsehmagazin Report Mainz des Südwestrundfunks berichtete am 17. Oktober 2005, dass im offenen Forum von Muslim-Markt eine Mubāhala (Verfluchung) gegen den bekannten Orientalisten Hans-Peter Raddatz veröffentlicht wurde. Diese Bitte um ein Gottesurteil lautete:

„Wenn der Islam so ist, wie Herr Raddatz es immer wieder vorstellt, dann möge der allmächtige Schöpfer alle Anhänger jener Religion vernichten! Und wenn Herr Raddatz ein Hassprediger und Lügner ist, dann möge der allmächtige Schöpfer ihn für seine Verbrechen bestrafen und diejenigen, die trotz mehrfacher Hinweise auf die verbreiteten Unwahrheiten von Raddatz immer noch darauf bestehen, auch.“

Die von Raddatz beauftragten Islamexperten Tilman Nagel und Gerd-Rüdiger Puin kamen in ihren der Staatsanwaltschaft zugeleiteten Schriften zum Schluss, dass die Erklärung im Internet als verklausulierter Aufruf zum Mord zu verstehen sei. Am 19. Oktober 2005 wurden nach Berichten verschiedener Medien von der Bundesanwaltschaft Ermittlungen gegen die Betreiber wegen Aufrufs zum Mord aufgenommen. Der Muslim-Markt hat wiederholt dementiert, einen Aufruf zum Mord begangen zu haben und wies die Vorwürfe zurück.
Im März 2006 erhob die Staatsanwaltschaft Oldenburg Anklage, doch das Landgericht Oldenburg lehnte durch Beschluss vom 23. Oktober 2006 die Eröffnung des Hauptverfahrens ab. Diese Entscheidung wurde vom OLG Oldenburg bestätigt und so begründet: „Danach beinhaltet die Erklärung keine Morddrohung oder Anstiftung zum Mord, sondern lediglich eine Verwünschungsformel in Form einer sogenannten „Mubahala“, die im arabisch-islamischen Kulturkreis geläufig und verbreitet ist. Eine solche Verwünschungsformel impliziert danach den Wunsch, denjenigen, der im Unrecht ist, mit einer Bestrafung durch Gott zu verfluchen.“